# كريستيان أريكسون
كريستيان أريكسون (بالسويدية: Christian Eriksson)‏ (و. 1858 – 1935 م) هو نحات سويدي، توفي عن عمر يناهز 77 عاماً.